# Belgica-Expedition
Die Belgica-Expedition war eine belgische Expedition an die Küste der Westantarktis zwischen 1897 und 1899, die nach dem von ihr benutzten Schiff Belgica benannt wurde. Leiter der Expedition war der Belgier Adrien de Gerlache de Gomery, Zweiter Offizier war der damals noch junge und unbekannte Roald Amundsen. Ein ebenfalls bekannt gewordener Teilnehmer war der Schiffsarzt Frederick Cook, der die Expedition fotografisch dokumentierte. Die Belgische Antarktis-Expedition markiert den Beginn des sogenannten Goldenen Zeitalters der Antarktisforschung.

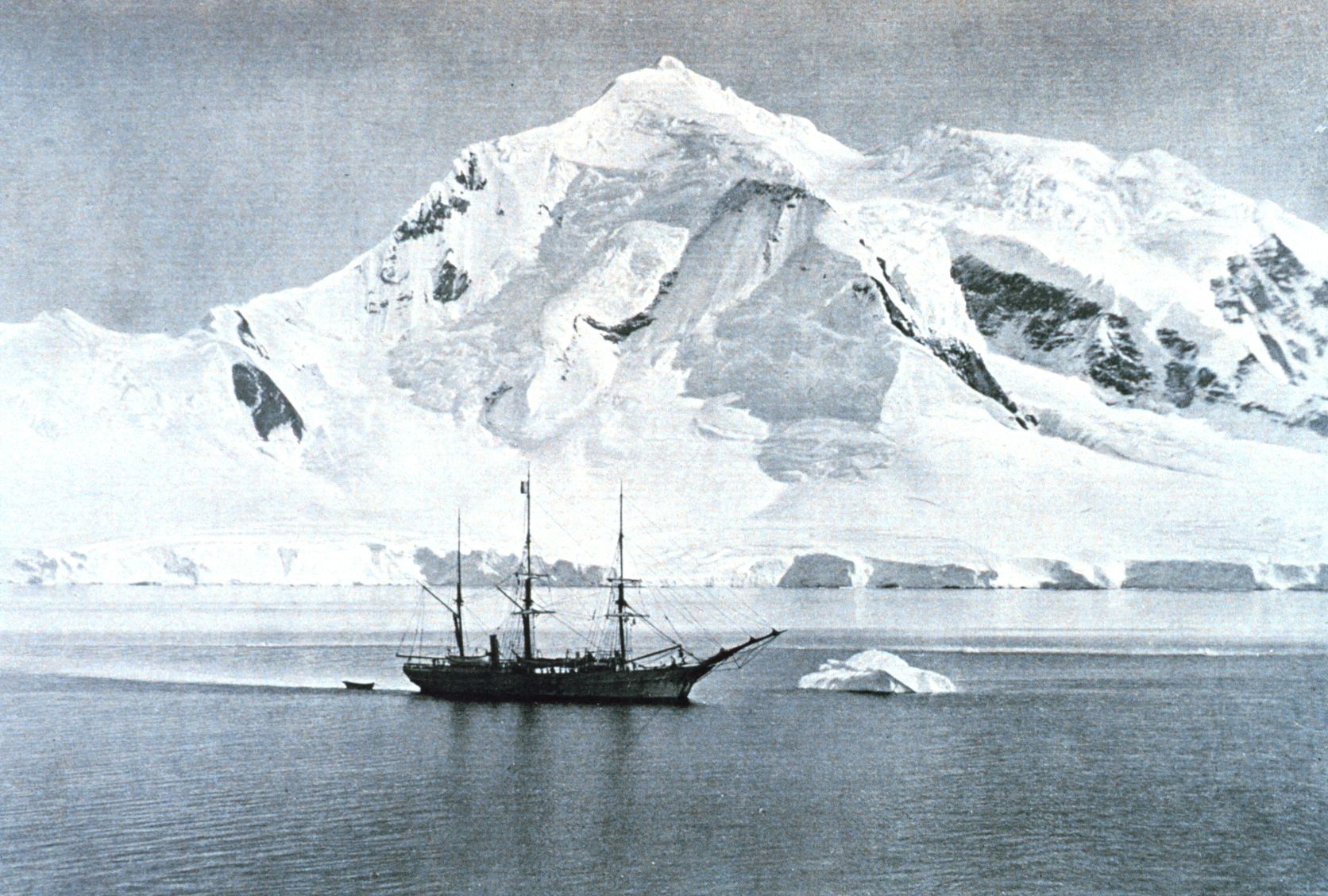
Die Belgica vor Mount William

## Vorgeschichte

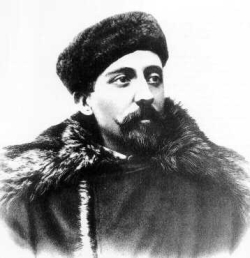
Adrien de Gerlache

Bereits seit 1892 hatte Adrien de Gerlache Planungen und Vorbereitungen für eine Expedition in die Antarktis getroffen. Sein Interesse galt hierbei insbesondere dem Grahamland, der später als nördlicher Teil der Antarktischen Halbinsel identifizierten Region. Zur Vorbereitung dieser Expedition fuhr er bei norwegischen Walfängern mit und analysierte nahezu alle Reiseberichte aus den Polargebieten. Allerdings herrschte zu Beginn seiner Planungen kaum Interesse daran. Belgien hatte erst kürzlich große Gebiete in Afrika erworben (Belgisch-Kongo), und der belgische König Leopold II. förderte Expeditionsreisen in den afrikanischen Urwald, nicht jedoch an die Küste des damals noch recht unerforschten antarktischen Kontinents.
Auf dem Internationalen Geographischen Kongress wurde 1895 in London beschlossen, bis zum Ende des 19. Jahrhunderts mit allen verfügbaren Mitteln die noch wenig bekannte Antarktis zu erforschen. Daraufhin gründete eine Vielzahl von Nationen, u. a. auch Großbritannien und das Deutsche Reich, Institute und Organisationen für Polar- und Antarktisforschung. In dieser Aufbruchstimmung entschloss sich König Leopold II., ebenfalls eine umfassende Expedition in die Antarktis zu unterstützen. Da die Pläne von de Gerlache bereits vorlagen und die Finanzierung gesichert war, konnte die Expedition bereits am 16. August 1897 mit dem umgebauten norwegischen Robbenfängerschiff Belgica (zuvor Patria) von Antwerpen aus in See stechen.

## Die Expedition

### Probleme bei der Hinreise

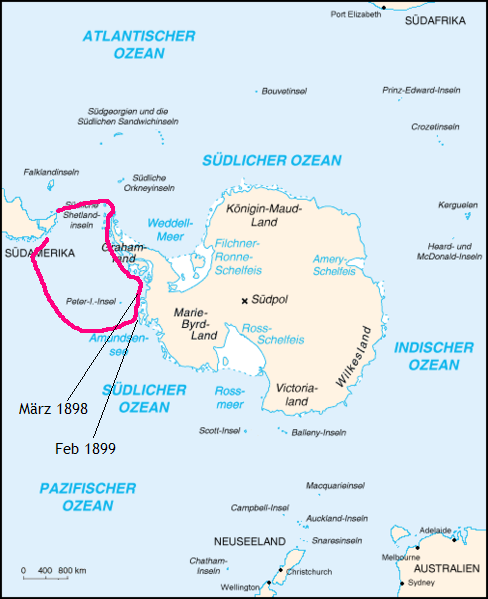
Der Expeditionsverlauf

Bereits auf der Hinreise stand die Expedition unter keinem guten Stern. Die Belgica war übermäßig mit Proviant, Munition und Forschungsgeräten beladen, sodass bei der Atlantiküberquerung mehrmals eine Kenterung drohte. Teile der Besatzung erwiesen sich als vollkommen unerfahren, zudem hatte der Schiffsarzt kurz vor der Abreise seine Teilnahme abgesagt. In Rio de Janeiro gelang es de Gerlache, Frederick Cook, den deutschstämmigen amerikanischen Schiffsarzt und Experten für Polarmedizin, zur Teilnahme an der Expedition zu bewegen. Als de Gerlache immer stärker von seinem Zweiten Offizier Amundsen kritisiert wurde, gelang es Cook durch sein energisches Eingreifen mehrfach, die beiden wieder zur gemeinsamen Arbeit zu motivieren.
Die Schäden am Schiff nahmen indes durch mehrere Stürme weiter zu. Kurz vor Kap Hoorn im chilenischen Feuerland mussten vier Matrosen das Schiff verlassen. Je nach Darstellung hatten sie ihre Belastungsgrenze überschritten oder waren zu inkompetent. In der Bransfieldstraße in der Umgebung der Austin Rocks ertrank der norwegische Matrose Carl-August Wiencke am 22. Januar 1898, nachdem er beim Versuch, ungesichert in schwerer See Kohlestücke aus den Speigatts zu entfernen, über Bord gespült worden war. Die verzweifelten Rettungsversuche, ihn aus dem eisigen Wasser zu ziehen, scheiterten. Später wurde die Wiencke-Insel im Palmer-Archipel westlich der Antarktischen Halbinsel nach ihm benannt.

### Forschungstätigkeit und Einschluss vom Packeis
Auf der Belgica wurden die Forschungsaktivitäten aufgenommen. Praktisch stündlich wurde die Tiefe des Meeres gelotet, Temperatur, Niederschlag und Luftdruck gemessen, Inseln wurden geologisch untersucht und kartographiert. Bereits zu Beginn kamen de Gerlache und der polnische Geologe Henryk Arctowski zu dem Schluss, dass die Antarktis ein eigenständiger Kontinent sein musste, den ein Eispanzer überzieht.

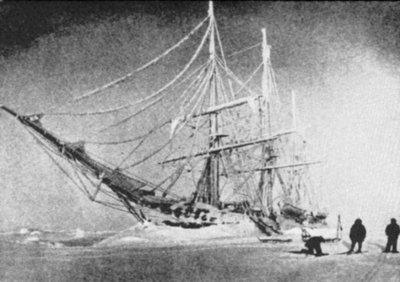
Die Belgica im Packeis

Im März 1898, kurz vor Beginn des antarktischen Winters, überschritt das Schiff den 71. Breitengrad Süd. Der Plan sah im weiteren Verlauf vor, einen Überwinterungsplatz für vier Männer zu suchen und zu Forschungszwecken eine Hütte zu errichten; die Belgica sollte dann ins australische Melbourne segeln. Da der Küstenverlauf damals völlig unbekannt war, wusste man nicht, ob dies entlang der antarktischen Küste oder auf eine andere Art und Weise geschehen sollte. Doch de Gerlache ließ sein Schiff weiter nach Süden segeln, was dazu führte, dass die Belgica bereits am 3. März vom Packeis umschlossen wurde. Für die Mannschaft begann nun die Zeit des Wartens mit der Hoffnung, sich im antarktischen Sommer zwischen November und Januar vom Packeis befreien zu können.

### Überwinterung
Gleichzeitig ergaben sich damit Chancen für die Wissenschaftler: So konnte man gefahrenlos das Eis untersuchen und leichter weitere meteorologische Messungen durchführen. Zum ersten Mal konnten Menschen die Küstengebiete der Antarktis untersuchen und erforschen. Aus den Lücken des Packeises wurden eine Vielzahl bis dato unbekannter Lebewesen gefischt.

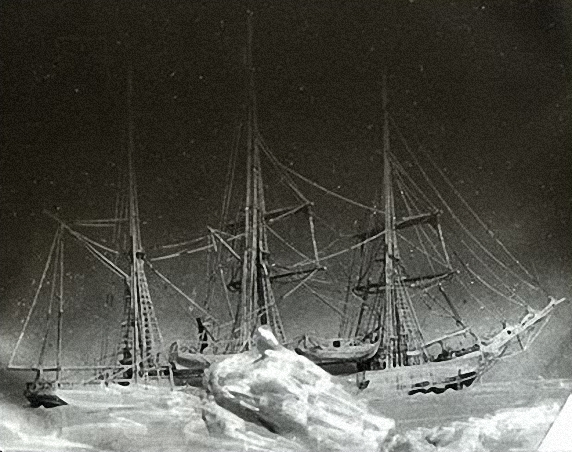
Die Belgica. Das Foto wurde von Schiffsarzt Cook während der beginnenden Polarnacht aufgenommen.

Doch die Lage im Packeis, die lange Polarnacht und die einseitige Ernährung schlugen sich auf das Gemüt der Teilnehmer nieder, sodass einige starke psychische Schäden davontrugen. Als einer der Männer aufhörte zu sprechen, beschloss Cook eine radikale Änderung der Lebensweise an Bord. Um die Winterdepressionen zu vertreiben, ließ Cook die Männer stundenlang nackt vor dem heißen Schiffsofen sitzen und unternahm alles, damit die Männer in gleißend helles Licht schauten. Er selbst bezeichnete diese ungewöhnliche Therapie als Bratkur. Bereits nach 14 Tagen zeigten sich die großen Erfolge dieser Kur, die Stimmung hob sich und der gesundheitliche Zustand verbesserte sich.
Ein weiteres Problem war die einseitige Mangelernährung, wegen der die Mannschaft allmählich an Skorbut erkrankte. De Gerlache hatte den Verzehr von Pinguin- und Robbenfleisch untersagt, da er selber dessen Geschmack nicht ausstehen konnte. Cook jedoch wusste, dass Eskimos nicht an der Krankheit litten, was er auf deren Verzehr von rohem Robbenfleisch zurückführte. Daher wurde rohes Pinguin- und Robbenfleisch benötigt. Zu Beginn hatte nur Amundsen Erfahrung mit dem Erlegen dieser Tiere. In dieser Position wurde er gemeinsam mit Cook praktisch zum Leiter der Expedition, insbesondere als de Gerlache und Lecointe ab dem 22. Juli 1898 zu schwer erkrankten, um die Expedition selbst weiterhin zu führen. Cook bestand darauf, dass die Männer Pinguin- und Robbenfleisch aßen, und ihr Gesundheitszustand besserte sich sehr schnell.

### Schaffung einer Fahrrinne und Rückkehr
Obwohl im Oktober 1898 der antarktische Sommer begonnen hatte, war keine Befreiung aus dem Packeis in Aussicht. Im Dezember 1898 äußerte Cook de Gerlache gegenüber die Befürchtung, dass vier der Männer eine zweite Überwinterung nicht überleben würden. Die Vorräte wurden streng rationiert, Cooks Bratkur weiter durchgeführt und die Forschungen fortgesetzt. Zu diesem Zeitpunkt hatte die Belgica bereits 3000 km Packeisdrift hinter sich.
Bei Beobachtungen stellte man Mitte Februar fest, dass man sich in der Nähe des offenen Meeres befand. Als es nach einigen Tagen nur noch 600 m bis dort waren, fingen die Männer an, eine Fahrrinne durch das Packeis zu schlagen. Die Fortschritte hielten sich jedoch bei bis zu vier Meter hohen Eisschollen in Grenzen. Auch der mitgenommene Tonit-Sprengstoff (auf Basis von Cellulosenitrat) enttäuschte zunächst beim Sprengen des Packeises. Arctowski und Amundsen versuchten, den Sprengstoff in Keksdosen zu füllen, diese dann in das Eis hineinzuhacken und erst dann die Sprengung durchzuführen. „Kein Anarchistenknast hat je eifrigere Bombenbastler gesehen als die Belgica“ soll Arctowski laut de Gerlaches Reisebericht gesagt haben.
Anfang März machte ein Sturm die Arbeit zunichte und verschloss die Fahrrinne wieder. Beim Versuch, die Fahrrinne wieder zu öffnen, ging der Sprengstoff aus. Nun blieben der Mannschaft nur die eigene Muskelkraft und der Einsatz von Eispickeln. Mitte März riss ein Sturm die Fahrrinne auf, sodass sich die Belgica am 14. März 1899 nach 377 Tagen Packeisdrift wieder im offenen Meer befand.
Nachdem nunmehr die Mannschaft gerettet war, keimte der Streit zwischen Amundsen und de Gerlache wieder auf. In Punta Arenas, der Hauptstadt des chilenischen Feuerlands, das am 28. März 1899 erreicht wurde, verließ Amundsen aus Protest das Schiff. Die Belgica wurde dort repariert und segelte dann ohne Amundsen nach Buenos Aires. Von dort lief sie am 14. August in Richtung Heimat aus. Am 30. Oktober erreichte sie Boulogne-sur-Mer und am 5. November 1899 Antwerpen, wo sie begeistert empfangen wurde.

## DieBelgica

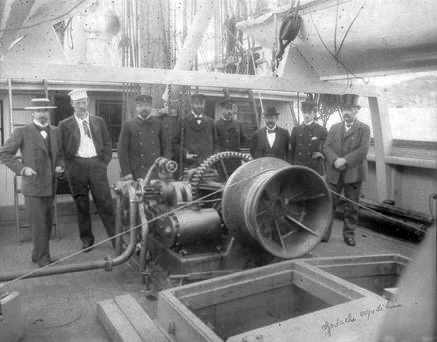
Die Besichtigung der Belgica, von links nach rechts: De Gerlache, Nansen, Somers, Danco, Amundsen, Bryde, Rysselberghe, Andvord

Ab 1895 machte sich de Gerlache persönlich auf die Suche nach einem geeigneten Schiff für seine Expedition. Dabei versuchte er insbesondere in Norwegen fündig zu werden. Dort fand er das bereits ausgediente Robbenfängerschiff Patria. Es handelte sich um ein Dampfschiff mit einer Leistung von 150 PS. Allerdings besaß es auch drei Segelmasten. Die Länge der Belgica betrug 30 Meter und die Breite 7 Meter. Obwohl es notwendig gewesen wäre, das Schiff eismeertauglich umzurüsten, unterblieb dies aus finanziellen Gründen. Bei der mehr als einjährigen Packeisdrift zeigte sich jedoch, dass das Schiff überraschend stabil war und dem Packeis trotzen konnte.
Nach der Antarktisexpedition wurde die Belgica weiterhin für Forschungszwecke und Polarreisen genutzt. De Gerlache fuhr noch dreimal bis zum Ersten Weltkrieg mit der Belgica ins Nordmeer.
Im Jahre 1916 wurde das Schiff an die Store Norske Spitsbergen Kulkompagni (Norske Kulsyndikat) auf Spitzbergen verkauft und zum Kohlefrachter mit Passagierkabinen umfunktioniert. Unter dem neuen Namen Isfjord brachte es Kohle von dem spitzbergischen Hauptort Longyearbyen in nordnorwegische Häfen. Gleichzeitig beförderte es auch Passagiere in beiden Richtungen. 1918 wurde das Schiff weiterverkauft, wieder in Belgica umbenannt und nach Entfernung der gesamten Takelage zur schwimmenden Fischverarbeitungs- und Lebertranfabrik umfunktioniert. Ab den späten 1930er Jahren diente die Belgica dann als Kohlenhulk.
Im April 1940 wurde sie von den britischen Truppen, die bei Narvik gegen die deutschen Gebirgsjäger kämpften, in Harstad requiriert und als Munitionslagerschiff benutzt. Bei der Evakuierung der britischen Truppen aus Nordnorwegen wurde das durch einen Luftangriff am 19. Mai bereits beschädigte Schiff in Harstad von ihnen selbstversenkt. Das Wrack wurde im Frühjahr 1990 gefunden. Der Anker der Belgica ist im Polarmuseum in Tromsø ausgestellt.

## Die Mannschaft

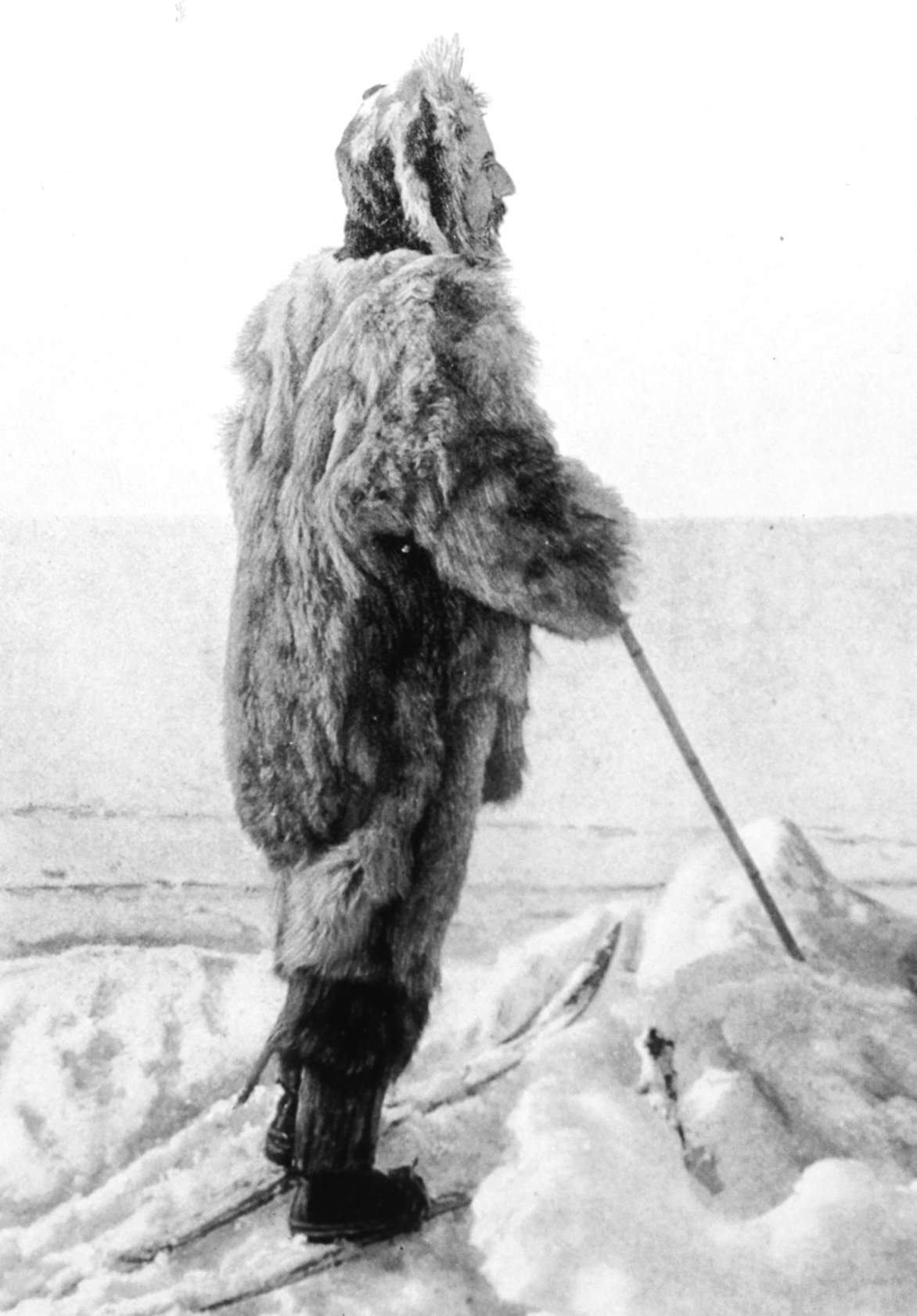
Roald Amundsen

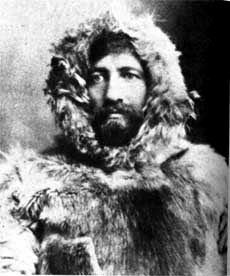
Frederick Cook

| Name                                     | Nationalität       | Funktion                                      | Bemerkungen |
| ---------------------------------------- | ------------------ | --------------------------------------------- | --- |
| Adrien de Gerlache de Gomery (1866–1934) | Belgien            | Leiter der Expedition, Kapitän                | Nach der Belgica-Expedition unternahm de Gerlache mit der Belgica noch drei weitere Fahrten ins Nordmeer. Während des Ersten Weltkrieges wurde er in Skandinavien zum Fürsprecher Belgiens, das vom Deutschen Reich überfallen worden war. |
| Georges Lecointe (1869–1929)             | Belgien            | Geophysikalischer Beobachter, Erster Offizier | Er wurde später Professor der Astronomie in Uccle (Belgien). Während des Ersten Weltkrieges geriet er in deutsche Kriegsgefangenschaft. |
| Roald Amundsen (1872–1928)               | Norwegen           | Zweiter Offizier                              | Während der Belgica-Expedition war der Norweger noch völlig unbekannt. Von 1903 bis 1906 durchquerte er als Erster die Nordwestpassage, und am 14. Dezember 1911 erreichte er als erster Mensch den Südpol.                                |
| Henryk Arctowski (1871–1958)             | Polen              | Geologe, Ozeanograph und Meteorologe          | Er gehörte nach der Expedition zu den gefragtesten und anerkanntesten Experten für Polarforschung. Eine polnische Forschungsstation in der Antarktis (Arctowski-Station) ist nach ihm benannt.                                             |
| Émile Danco (1869–1898)                  | Belgien            | Geophysikalischer Beobachter                  | Er starb während der Packeisdrift. Nach ihm sind die Danco-Küste der Antarktischen Halbinsel und die Insel Danco Island benannt. |
| Emil Racoviță (1868–1947)                | Rumänien           | Zoologe und Botaniker                         | Er wurde Professor für Biologie und der Begründer der Biospeläologie (Höhlenforschung). Er ist Namensgeber für die antarktische Law-Racoviță-Station.                                                                                      |
| Frederick A. Cook (1865–1940)            | Vereinigte Staaten | Arzt und Fotograf                             | Der Arzt behauptete später, 1908 als Erster am Nordpol gewesen zu sein. Seine Kenntnisse über Polarmedizin sind bis heute aktuell. |
| Antoni Bolesław Dobrowolski (1872–1954)  | Polen              | Assistenz-Meteorologe                         | Er arbeitete zunächst bei Lecointe in Uccle. Nach dem Ersten Weltkrieg wurde er Professor für Meteorologie in Warschau. |
| Jules Melaerts (1876–1954)               | Belgien            | Dritter Offizier                              | Er machte später eine Reise in die Arktis und wurde Zweiter Offizier eines Trainingsschiffes der belgischen Marine in Zeebrügge. |
| Henri Somers (1863–1937)                 | Belgien            | Chefmaschinist                                | |
| Max van Rysselberghe (1878–1952)         | Belgien            | Maschinist                                    | Nach der Expeditionen siedelte er nach Chile über und arbeitete dort bei der chilenischen Eisenbahn. |
| Louis Michotte (1868–1926)               | Belgien            | Koch                                          | |
| Adam Tollefsen (1866–1943)               | Norwegen           | Matrose                                       | Während der Fahrt litt er unter Halluzinationen, konnte jedoch geheilt werden. |
| Ludvig-Hjalmar Johansen (1872–1914)      | Norwegen           | Matrose                                       | Er kehrte nach Moss zurück und arbeitete in einer Glasfabrik. |
| Engelbret Knudsen (1876–1900)            | Norwegen           | Matrose                                       | |
| Gustave-Gaston Dufour (1876–1940)        | Belgien            | Matrose                                       | |
| Jean Van Mirlo (1877–1964)               | Belgien            | Matrose                                       | |
| Carl-August Wiencke (1877–1898)          | Norwegen           | Matrose                                       | Er starb auf der Reise zur Antarktis. Nach ihm ist die Wiencke-Insel benannt. |
| Johan Koren (1879–1919)                  | Norwegen           | Matrose und Assistenz-Zoologe                 | Er nahm 1902/1903 an Kristian Birkelands Aurora-Polaris-Expedition nach Nowaja Semlja teil. |

## Erfolg der Expedition
Die Expeditionsteilnehmer stellten zum ersten Male fest, dass es sich bei der Antarktis um einen eigenständigen, von einem Eispanzer überzogenen Kontinent handelt. Durch die lange Packeisdrift von 377 Tagen konnten erstmals umfassende meteorologische Untersuchungen über den Zeitraum von mehr als einem Jahr durchgeführt werden. Es wurde eine Vielzahl unbekannter Pflanzen- und Gesteinsarten zurück nach Europa gebracht. Erstmals waren die Strömungsverhältnisse an der antarktischen Küste untersucht worden. Außerdem waren die Westküste der Antarktischen Halbinsel und eine Vielzahl von Inseln umfassend kartographiert worden, und es wurden während dieser Expedition die ersten Fotos in der Antarktis geschossen.
Durch diese Daten konnte man sich in Europa ein genaueres Bild über die Antarktis machen. Die Daten kamen so späteren Expeditionen zugute, wie denen von Ernest Shackleton und Robert Falcon Scott.